# Штатенберг
Штатенберг (словен. Štatenberg) — поселення в общині Маколе, Подравський регіон‎, Словенія.